# Joseph Lelyveld
Joseph Lelyveld (Cincinnati, 5 aprile 1937 – New York, 5 gennaio 2024) è stato un giornalista statunitense, direttore editoriale del New York Times dal 1994 al 2001.

## Biografia
Joseph Lelyveld nacque a Cincinnati il 5 aprile 1937, figlio del rabbino ebreo riformato Arthur Lelyveld, attivista politico e leader in quanto presidente della Zionist Organization of America (Z.O.A.) dal 1944.
Per la testata newyorkese lavorò complessivamente per circa 40 anni, cominciando nel 1960 come semplice giornalista e diventando poi corrispondente dopo tre anni. Dopo il suo ritiro dal giornalismo, il suo posto venne preso da Howell Raines, in seguito dimessosi dopo solo due anni per via dello scandalo legato a Jayson Blair. Dopo le dimissioni di Raines, Lelyveld tornò provvisoriamente al suo vecchio ruolo per permettere agli editori di trovare un nuovo sostituto, individuato poi in Bill Keller.
Negli anni in cui lavorò come reporter del New York Times, ricevette nel 1971 il George Polk Award per i suoi servizi sull'istruzione (1971) e sugli esteri (1983). 
Riguardo alle sue collaborazioni dall'estero, Lelyveld scrisse un libro, Move your shadow (Muovi la tua ombra) testimoniando la sua esperienza a Johannesburg, in Sudafrica, tra gli anni '60 e '80. Come corrispondente estero, scrisse anche per il Times.
Nel 1986 ottenne il Premio Pulitzer per la saggistica per il suo libro Move Your Shadow.
Per la sua attività ricevette la Laurea honoris causa in Lettere presso il CUNY Graduate center nel 2007.
Il suo libro Great Soul: Mahatma Gandhi and His Struggle with India, una biografia del Mahatma Gandhi, fu bandito dall'Assemblea legislativa dello stato indiano del Gujarat, con la motivazione che vi si adombrava una tendenza omosessuale del Mahatma.
Lelyveld morì a New York il 5 gennaio 2024, per complicazioni della malattia di Parkinson, all'età di 86 anni.

## Opere
(In lingua inglese, salvo diverso avviso)
- Move Your Shadow: South Africa, Black and White New York: Crown, 1985, ISBN 0-8129-1237-3,  ISBN 978-0812912371
- Omaha Blues: A Memory Loop. New York: Farrar, Straus and Giroux, 2005, ISBN 0-374-22590-7, ISBN 978-0374225902,  6 aprile 2005.
- Great Soul: Mahatma Gandhi and His Struggle with India, Alfred A. Knopf, 2011, ISBN 978-0-307-26958-4, ISBN 978-0-307-26958-4, 29 marzo 2011.
- His Final Battle: The Last Months of Franklin Roosevelt, Alfred A. Knopf, 2016, ISBN 0-385-350791,  ISBN 978-0385350792, 6 settembre, 2016.